# Parinaeota bakeri
Parinaeota bakeri är en insektsart som beskrevs av Young 1977. Parinaeota bakeri ingår i släktet Parinaeota och familjen dvärgstritar. Inga underarter finns listade i Catalogue of Life.